# Erechtia subtrigona
Erechtia subtrigona är en insektsart som beskrevs av Walker. Erechtia subtrigona ingår i släktet Erechtia och familjen hornstritar. Inga underarter finns listade i Catalogue of Life.